# Vuurzwammen
Vuurzwammen (Phellinus) zijn een geslacht van paddenstoelen uit de familie Hymenochaetaceae van de orde Hymenochaetales.

## Soorten
- Echte vuurzwam (Phellinus igniarius) => komt het meest voor op wilg
- Duindoornvuurzwam (Phellinus hippophaecola) => komt voor op duindoorn en volgens sommige bronnen ook meidoorn
- Boomgaardvuurzwam (Phellinus tuberculosus) => komt voor op prunus
- Eikenvuurzwam (Phellinus robustus) => komt meestal voor op zomereik, maar kan ook groeien op beuk, meidoorn en robinia
- Zwarte vuurzwam (Phellinus igniarius var. trivialis) => komt alleen voor op wilg
- Bruinzwarte vuurzwam (Phellinopsis conchata) => komt meestal voor op salix en populier, zelden op ander loofhout
- Werkhoutvuurzwam (Phellinus contiguus) => komt voor op loofbomen, zoals eik
- Dennenvuurzwam (Phellinus pini) => komt voor op den en is zeer zeldzaam in Nederland
- Populierenvuurzwam (Phellinus populicola) => komt voor op populier
- Gewone korstvuurzwam (Phellinus ferruginosus) => komt voor op eik, maar kan ook voorkomen op wilg, beuk, es, hazelaar, meidoorn, populier, berk, vlier en iep
- Langsporige korstvuurzwam (Phellinus ferreus) => komt vooral voor op eik
- Vlakke vuurzwam (Phellinus punctatus) => komt vooral voor op hazelaar
- Bessenvuurzwam (Phylloporia ribis) => komt voor op wilde kardinaalsmuts en bessenstruiken